# Coccophagus bogoriensis
Coccophagus bogoriensis är en stekelart som först beskrevs av Koningsberger 1897.  Coccophagus bogoriensis ingår i släktet Coccophagus och familjen växtlussteklar. Inga underarter finns listade i Catalogue of Life.